# 聖三修道院

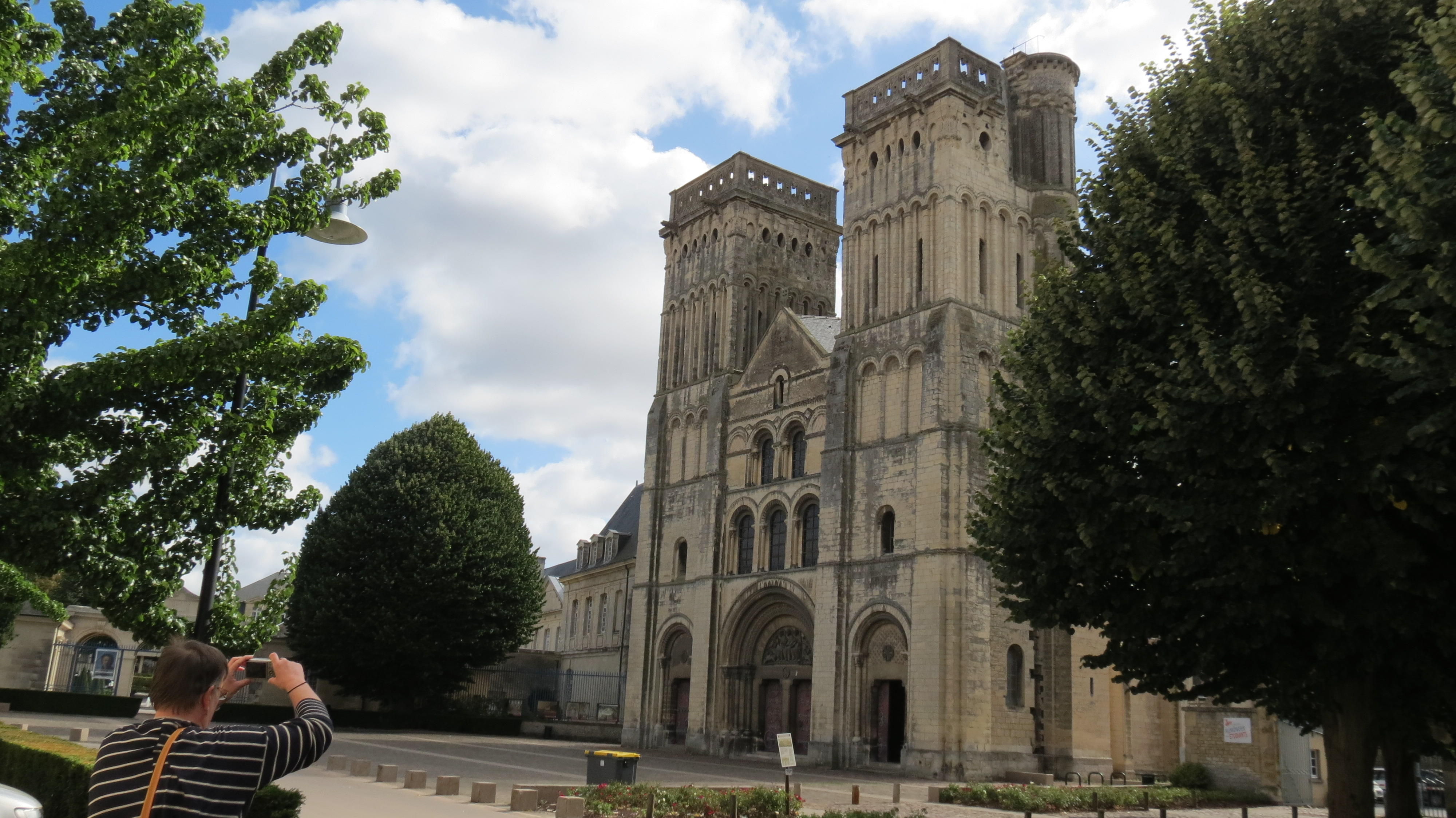
圣三修道院的照片

聖三修道院（法語：Abbey of Sainte-Trinité) 是位於法國城市卡昂的一座女子修道院。修道院成立於11世紀時期，現在則是卡昂著名的觀光景點之一。

## 外部連結
- （法文） Abbaye-aux-Dames en Basse-Normandie
- Abbaye aux Dames （页面存档备份，存于）